# Balléville
Balléville é uma comuna francesa na região administrativa de Grande Leste, no departamento de Vosges. Estende-se por uma área de 6,25 km². Em 2010 a comuna tinha 105 habitantes (densidade: 16,8 hab./km²).